# Provincia de Tequendama (Nueva Granada)
La provincia de Tequendama fue una división administrativa y territorial de la República de la Nueva Granada, creada el 6 de mayo de 1852 cuando fue subdividida la provincia de Bogotá. La provincia existió hasta el 24 de mayo de 1855, cuando fue suprimida y su territorio reintegrado a la provincia de Bogotá.

## Geografía

### Aspecto físico
La provincia estaba ubicada en el suroeste del actual departamento colombiano de Cundinamarca, correspondiendo aproximadamente con el territorio de las actuales provincias de Tequendama, Alto Magdalena y una parte de la de Sumapaz. El territorio en su parte oriental era montañoso pues la Cordillera Oriental recorría esa zona de la provincia, en tanto la parte occidental estaba conformado por el valle del principal cuerpo de agua de la región, el río Magdalena.

### División territorial
La provincia estaba dividida en tres cantones: La Mesa, Fusagasugá y Tocaima. Ambos estaban divididos en distritos parroquiales y aldeas, de la siguiente manera:
- Cantón de La Mesa: La Mesa, Anapoima, Anolaima, Bituima, Colegio, Quipile, Síquima y Tena.
- Cantón de Fusagasugá: Fusagasugá, Cunday, Pandi, Pasca y Tibacuy.
- Cantón de Tocaima: Tocaima, Carmen, Guataquí, Melgar, Nariño, Nilo, Pulí, Santa Rosa y Viotá.